# حسن مهمانی
حسن مهمانی (زاده ۱ مهر ۱۳۲۹ در تهران) بازیگر تئاتر و تلویزیون و سینمای ایرانی است.

## زندگی‌نامه
حسن مهمانی هنرپیشگی را در زیر نظر مصطفی اسکویی در گروه آناهیتا شروع کرد. او پس از گذراندن تحصیلات دانشگاهی و دوره‌های تخصصی در بازیگری و کارگردانی در دانشگاه هنرهای دراماتیک تهران. به شکل حرفه‌ای وارد کار شد. در سال ۱۳۶۱ ناگزیر از گروه آناهیتا جدا شده و به صورت آزاد فعالیتش در تئاتر، سینما و همزمان در تلویزیون را آغاز کرد. که این همکاری در این سه حوزه هنوز ادامه دارد.

### تحصیلات
- فارغ‌التحصیل کارشناسی بازیگری و کارگردانی از دانشکده هنرهای دراماتیک؛ ۱۳۵۸

### اجراها
- بازی در نمایش ”رستم و سهراب“ به کارگردانی مصطفی اسکویی؛ تهران، تالار فرهنگ؛ ۱۳۴۹ و ۱۳۵۰
- بازی در نمایش ”تیاله“ نوشته مصطفی رحیمی به کارگردانی محمدرضا کلاهدوزان؛ تهران، تالار دانشکده هنرهای دراماتیک؛ ۱۳۵۴
- بازی در نمایش ”ماندراگولا“ نوشته ماکیاولی به کارگردانی عبدالحسین فهیم؛ تهران، دانشکده هنرهای دراماتیک؛ ۱۳۵۵
- بازی در نمایش ”صدای پای فریدون“ به کارگردانی علاءالدین رحیمی؛ مشهد، تالار دانشکده فردوسی؛ ۱۳۵۶
- بازی در نمایش ”محاکمه ژاندارک“ نوشته برتولت برشت به کارگردانی رکن‌الدین خسروی؛ تهران، دانشکده هنرهای دراماتیک؛ ۱۳۵۶
- کارگردانی نمایش ”مرگ در برابر“ نوشته هانچف سانی؛ تهران، دانشکده هنرهای دراماتیک؛ ۱۳۵۸

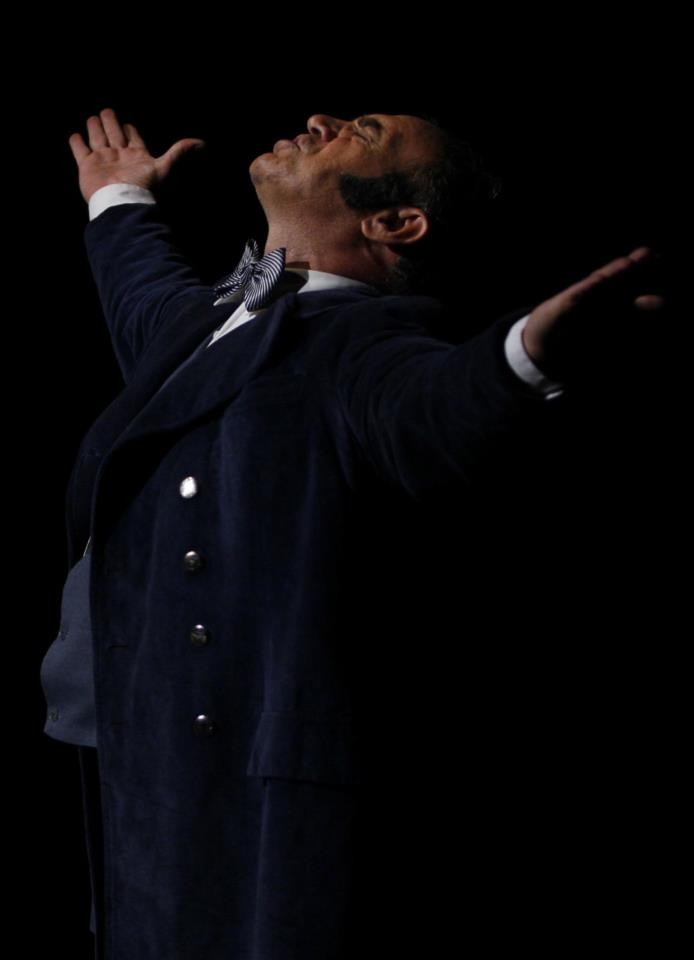
حسن مهمانی در یک عکس از نمایش اتاق شماره ۶

- بازی در نمایش ”هائی تی“ به کارگردانی مصطفی اسکویی؛ تهران، تالار وحدت،، تالار رودکی؛ ۱۳۵۸ و ۱۳۵۹
- بازی در نمایش ”ابن سینا“ به کارگردانی مصطفی اسکویی؛ تهران، تالار موزه آزادی؛ ۱۳۵۹
- بازی در نمایش ”سوسنگرد“ به کارگردانی مهدی فتحی؛ تهران، تئاتر آناهیتا؛ ۱۳۶۰
- بازی در نمایش ”کهکشان راه شیری“ به کارگردانی رضا عبدالعلی‌زاده؛ تهران، تئاترشهر، تالار شماره ۲؛ ۱۳۷۷
- بازی در نمایش ”دندون طلا“ به کارگردانی فرید سجادی؛ تهران، تالار فرهنگسرای ارسباران؛ ۱۳۸۱
- بازی در نمایش ”آنوا“ به کارگردانی داود دانشور؛ تهران، تئاترشهر، تالار قشقایی؛ ۱۳۸۴
- بازی در نمایش ”اتاق شماره ۶“ به کارگردانی ناصرحسینی مهر؛ تهران، تئاترشهر، تالار مولوی؛ ۱۳۸۶

## مجموعه‌های تلویزیونی
- خیالاتی (۱۳۶۸)
- پاپیچ (۱۳۷۰–۱۳۶۹)
- پدرسالار (۱۳۷۲)
- برگ سبز (۱۳۷۳)
- دردسر والدین
- مجسمه‌های گچی
- روزگار جوانی (۱۳۷۸–۱۳۷۷)
- این یک دادگاه نیست (۱۳۷۹ اصغر توسلی) شبکه تهران

## فیلم سینمایی
- تحفه‌ها (۱۳۶۶)
- پاکباخته (۱۳۷۴)
- گلوگاه (۱۳۸۹)
- وقت چیدن گردوها (۱۳۸۲)